# Agamemnon
Pour les articles homonymes, voir Agamemnon (homonymie).
Agamemnon (en grec ancien Ἀγαμέμνων / Agamémnōn, « immuable, obstiné ») est un héros grec et roi de Mycènes. Membre de la famille des Atrides, il est marié à Clytemnestre, avec qui il a trois filles, Iphigénie, Chrysothémis et Électre/Laodicé, ainsi qu'un fils, Oreste. Il assume le commandement de l'armée achéenne  durant la guerre de Troie. Dans ce cadre, il est souvent nommé comme le « roi des rois de toute la Grèce ». Durant le siège, il s'empare de Briséis, butin d'Achille, provoquant la colère de celui-ci narrée dans l’Iliade. Après la chute de Troie, il rentre chez lui et est assassiné par son cousin Égisthe, devenu l'amant de son épouse Clytemnestre, qui elle-même tue Cassandre (concubine d'Agamemnon).
Agamemnon est initialement un qualificatif de Zeus : Zeus Agamemnon est « Zeus à la grande pensée ». Il représente un cas fréquent dans la religion grecque où l'épithète divine devient un héros. Chef de l'expédition contre Troie, il est aux Achéens ce que Zeus est aux dieux.

## Mythe

### Famille
Selon Homère, Agamemnon est le fils du roi Atrée de Mycènes (ou d'Argos) et de la reine Érope, le frère de Ménélas et un descendant de Tantale (le fils de Zeus),,. D'autres sources en font le fils de Plisthène (le fils ou père d'Atrée), que l'on dit avoir été le premier mari d'Érope. Agamemnon et Ménélas, d'abord au côté de leur père, doivent fuir Argos après son assassinat par Égisthe sur injonction de Thyeste. Contraints à l'exil, ils trouvent refuge chez Tyndare, roi de Sparte, dont ils épousent les filles : respectivement Clytemnestre et Hélène. Selon une version transmise par Apollodore d'Athènes, Tantale, fils de Thyeste, fut le premier mari de Clytemnestre avant qu'Agamemnon ne le tue ainsi que leur enfant, et épouse sa veuve.
Il eut quatre enfants avec Clytemnestre, Iphigénie, Chrysothémis, Laodicé (qui sera appelée plus tard Électre), ainsi qu'un garçon Oreste.
Agamemnon succède à Thyeste et devient roi de Mycènes, roi d'Amyclée et dans les auteurs postérieurs à Homère, il est également roi d'Argos.

### La guerre de Troie

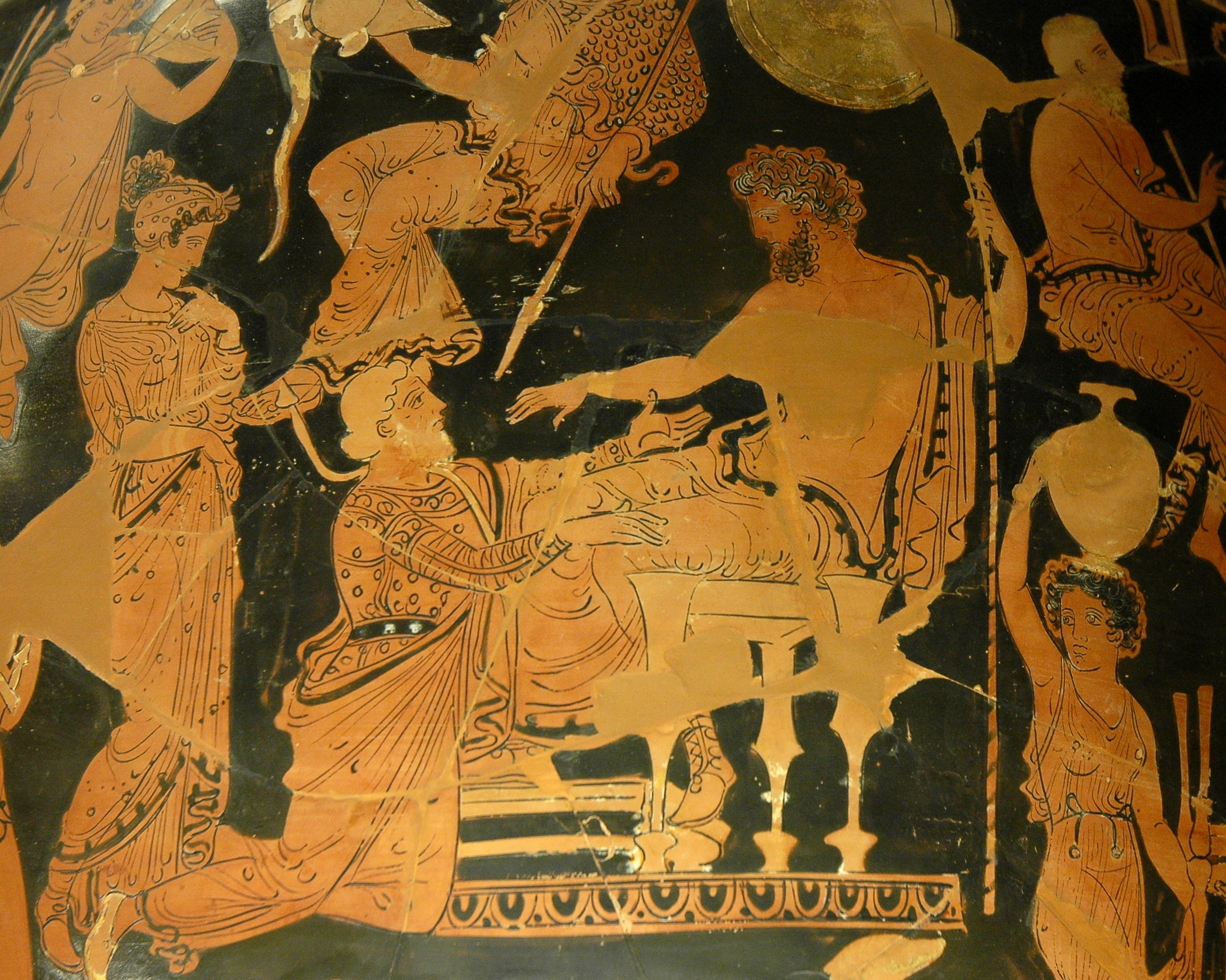
Chrysès réclame sa fille à Agamemnon, cratère apulien à figures rouges,

Après l'enlèvement d'Hélène par Pâris, et à l'issue de longues tractations, Agamemnon est désigné pour mener l'expédition contre Troie. Ce serait son frère Ménélas, l'époux d'Hélène, qui lui aurait demandé personnellement de commander l'expédition,, car il est, grâce à sa fortune, considéré comme le plus grand roi de Grèce. Il a sous ses ordres directs une flotte d'au moins cent vaisseaux. Après plusieurs années de préparatifs, la flotte se trouve dans le port d'Aulis en Béotie. Cependant, avant que la flotte d'Agamemnon ait pu lever l'ancre, les vents s'arrêtent soudain, immobilisant les navires. En effet, Agamemnon a offensé la déesse Artémis en prétendant être meilleur chasseur qu'elle, ou en ayant tué un cerf ou une biche sacrée. Le devin Calchas annonce alors que la colère de la déesse ne saurait être apaisée que par le sacrifice d'Iphigénie, fille d'Agamemnon lui-même,. Agamemnon y consent et il fait appeler Iphigénie sous prétexte qu'Achille veut l'épouser. Selon certaines versions de la tradition, avant qu'Iphigénie ne soit égorgée sur l'autel, la colère d'Artémis s'apaise et elle remplace Iphigénie par une biche, et emmène Iphigénie en Tauride. Quoi qu'il en soit, juste après le sacrifice le vent se lève immédiatement, et la flotte peut alors prendre la mer.
On connaît peu l'histoire d'Agamemnon jusqu'à sa querelle avec Achille. Agamemnon reçoit comme part d'honneur du butin la captive Chryséis, fille de Chrysès, prêtre troyen d'Apollon. Il aura d'elle un fils, nommé Chrysès comme son aïeul. Il refuse de la rendre contre rançon à son père, et Apollon, pour venger l'honneur de son prêtre, frappe les Grecs d'une peste dévastatrice. Calchas ayant expliqué la colère du dieu, Agamemnon doit rendre Chryséis, mais à titre de compensation, s'attribue Briséis, la part d'honneur d'Achille. La colère d'Achille se renfermant dans sa tente forme l'histoire principale de l’Iliade. Après la prise de Troie, Agamemnon obtient Cassandre, la fille de Priam, lors de la distribution du butin de guerre. Cassandre lui donnera deux fils, Pélops et Télédamos. Au moment de lever l'ancre, une querelle éclate entre Ménélas et Agamemnon, le premier veut lever l'ancre le plus vite, tandis que le deuxième veut tout d'abord faire des sacrifices à Athéna ; c'est finalement Agamemnon qui l'emporte et, après les sacrifices, il se rend à Ténédos.

### Le retour

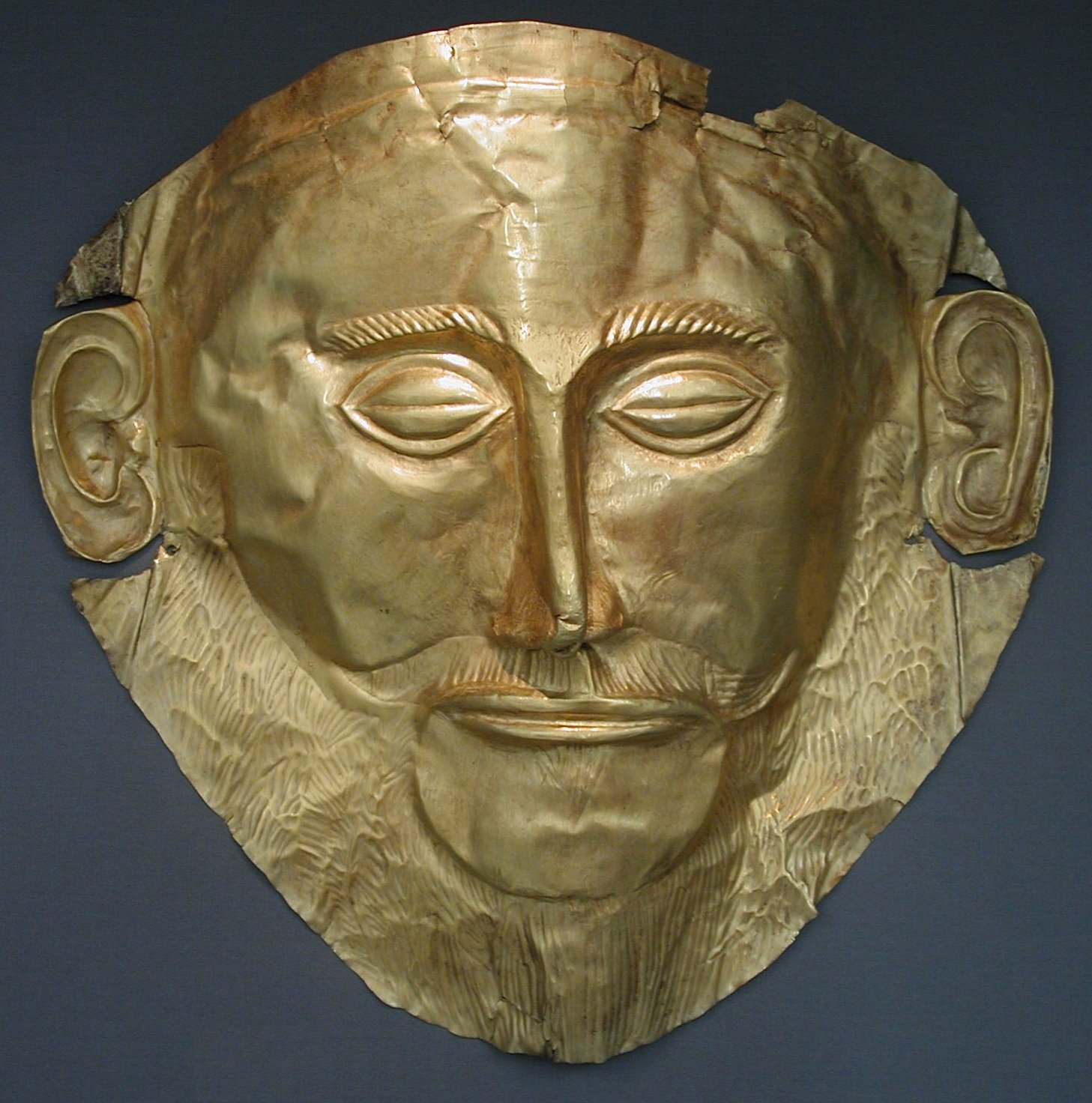
Masque mycénien dit masque d'Agamemnon,, Musée national archéologique d'Athènes

À son retour, il est accueilli par Égisthe, qui a séduit Clytemnestre pendant la guerre ; celui-ci l'invite à un banquet durant lequel il l'égorge. Cassandre est mise à mort par Clytemnestre. Selon Pindare et les auteurs tragiques, Agamemnon a été tué dans son bain par sa femme seule, après avoir été immobilisé à l'aide d'un chiffon ou d'un filet. Elle se serait ainsi vengée du sacrifice d'Iphigénie, et aurait laissé libre cours à sa jalousie vis-à-vis de Cassandre. Le meurtre d'Agamemnon sera vengé par son fils Oreste.
Selon Apollodore, Égisthe et Clytemnestre demandent à Agamemnon de passer un vêtement, il le fait, mais le vêtement n'a aucune ouverture, ni pour la tête, ni pour les bras, ainsi il est prisonnier et ne voit pas son meurtrier.
Dans le récit, Agamemnon représente l'autorité royale. Comme commandant en chef, il appelle les princes au Conseil et mène l'armée dans la bataille. Son sceptre, forgé par Héphaïstos, a transité par Zeus, Hermès, Pélops, Atrée et Thyeste. Il prend part aux combats lui-même, tuant en tout onze Troyens, et accomplit beaucoup d'actes d'héroïsme, avant d'être blessé et contraint de se retirer dans sa tente. Par deux reprises cependant, il est aveuglé par l'até (l'Erreur, envoyée des dieux), ce qui l'amène à insulter Chrysès et Achille, apportant ainsi le désastre sur les Grecs.
Le destin de sa famille, les Atrides, a été marqué du malheur depuis le début. De génération en génération, ils se sont querellés avec les dieux en commettant des crimes qui furent payés par des supplices ou des morts. Sa royauté lui vient de Pélops, par les mains tachées de sang d'Atrée et de Thyeste.
Les fortunes d'Agamemnon ont formé le sujet de nombreuses tragédies, antiques et modernes, la plus célèbre étant L'Orestie d'Eschyle. Dans les légendes du Péloponnèse, Agamemnon a été considéré comme l'archétype du monarque puissant et, dans Sparte, on l'a adoré sous le titre de Zeus Agamemnon. Son tombeau est situé à Mycènes et à Amyclées.

### Variantes
- Agamemnon avait fait vœu de sacrifier ce qui naîtrait de plus beau certaines années, mais cela a coïncidé avec la naissance d'Iphigénie, ainsi il est obligé de la sacrifier[20].
- Agamemnon refuse de lever l'ancre à la suite de la mort d'Argynos qui s'est noyé dans le Céphise. Et c'est à cause de ce retard qu'Iphigénie est sacrifiée[21].
- Les Grecs offrant des sacrifices à tous les dieux sauf à Artémis, cette dernière provoque une tempête qui immobilise la flotte. On fait alors un sacrifice sur les conseils de Calchas[22].

## Postérité
Agamemnon apparaît par ailleurs dans plusieurs œuvres littéraires plus ou moins célèbres.
- C'est le personnage principal de la première pièce de la trilogie d'Eschyle, l'Orestie.
- C'est l'un des personnages d'Iphigénie à Aulis d'Euripide.
- Il apparaît dans l'Hécube d'Euripide.
- C'est le personnage d'Agamemnon de Sénèque.
- Lucien de Samosate le représente dans les Dialogues des morts.
- Il apparaît dans l'Iphigénie de Jean Racine.
- Népomucène Lemercier écrit une pièce homonyme, ainsi qu'Henri de Bornier.
- Agamemnon est en arrière-plan des pièces contemporaines Les Mouches ou Électre.
- C'esr l'un des personnages d'Iphigénie ou le péché des dieux de Michel Azama.
- Ismaïl Kadaré écrit La Fille d'Agamemnon.
- Il est l'un des ancêtres de la famille Atreides dans l’œuvre de Frank Herbert Dune.